# Хеджес, Питер
Пи́тер Си́мпсон Хе́джес (англ. Peter Simpson Hedges, род. 6 июля 1962) — американский писатель, драматург, сценарист и режиссёр. Номинант на премию «Оскар».

## Ранние годы
Хеджес родился в городе Уэст-Де-Мойн, штат Айова, в семье Кэрол (урождённой Симпсон), психотерапевта, и преподобного Роберта Бойдена Хеджеса, епископального священника. Он посещал старшую школу «Вэлли» (англ. Valley High School), где был вовлечён в театр. Позже он поступил в Школу искусств Университета Северной Каролины. Хеджес, совместно с Мэри-Луиз Паркер и Джо Мантелло, основал театральную компанию «Edge Theater» в Нью-Йорке.

## Карьера
Дебютный роман Хеджеса, «Что гложет Гилберта Грейпа», был адаптирован в одноимённый фильм 1993 года, к которому тот написал сценарий.
В 2002 году Хеджес был номинирован на премию «Оскар» в категории «Лучший адаптированный сценарий» за фильм «Мой мальчик».
В 2003 году он выпустил свой режиссёрский дебют, «Праздник Эйприл», к которому также написал сценарий. Он также известен по работе над фильмами «Влюбиться в невесту брата» и «Странная жизнь Тимоти Грина».

## Личная жизнь
Хеджес женат на Сьюзан Брюс (урождённой Титман). У них есть двое детей, Саймон и Лукас — актёр, номинант на премии «Оскар» и «Золотой глобус».

## Фильмография
| Год  |   | Русское название            | Оригинальное название         | Роль                  |
| ---- | - | --------------------------- | ----------------------------- | --------------------- |
| 1993 | ф | Что гложет Гилберта Грейпа  | What's Eating Gilbert Grape   | сценарист             |
| 1999 | ф | Карта мира                  | A Map of the World            | сценарист             |
| 2002 | ф | Мой мальчик                 | About a Boy                   | сценарист             |
| 2003 | ф | Праздник Эйприл             | Pieces of April               | режиссёр, сценарист   |
| 2007 | ф | Влюбиться в невесту брата   | Dan in Real Life              | режиссёр, сосценарист |
| 2012 | ф | Странная жизнь Тимоти Грина | The Odd Life of Timothy Green | режиссёр, сосценарист |
| 2018 | ф | Вернуть Бена                | Ben is Back                   | режиссёр, сценарист   |

### Пьесы
- 1984 — Орегон / Oregon
- 1985 — Обычные чемпионы / Champions of the Average Joe
- 1986 — Век пирога / The Age of Pie
- 1986 — Энди и Клэр / Andy and Claire
- 1986 — Тедди у моря / Teddy by the Sea
- 1988 — Представляя Брэда / Imagining Brad
- 1993 — Детский гнев / Baby Anger
- 1995 — Как новый / Good as New

### Романы
- 1991 — Что гложет Гилберта Грейпа / What’s Eating Gilbert Grape
- 1998 — Океан в Айове / An Ocean in Iowa
- 2010 — Высоты / The Heights